# Koppelträger

Gerberträger (Gelenkträger)

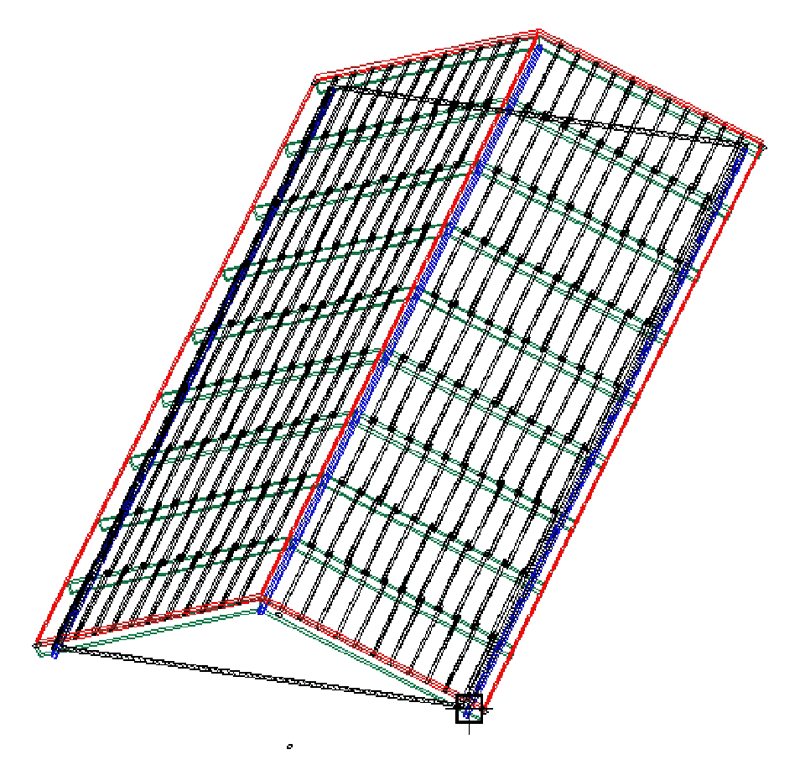
Skizze einer Halle. grün: Binder, schwarz: Pfettensparren

Für Koppelträger gibt es verschiedene Definitionen, die sich auf im Ingenieur-Holzbau verwendete Träger beziehen.
Zum einen werden als Koppelträger kurze Träger bezeichnet, welche an beiden Enden gelenkig mit den freitragenden Enden von Kragträgern verbunden sind, diese also miteinander koppeln.
Gerberträger (Gelenkträger), welche jeweils nur an einem einzigen Punkt nahe einem ihrer Enden abgestützt sind und somit an beiden Enden auskragen, werden ebenfalls Koppelträger genannt. In jedem Feld, außer in einem, befindet sich genau ein Gelenk. Wenn das verbleibende Feld auch ein Gelenk besäße oder der Träger in diesem Feld bricht, wird das gesamte System instabil. Diese Art von Trägern vereinfacht die Montage der Binder.
Schließlich wird der Begriff auch für durchlaufende Träger verwendet, die ohne Gelenke biegesteif miteinander verbunden sind. Das Ziel von Konstruktionen mit durchlaufenden Trägern, ist es, ein möglichst gleichmäßigen Verlauf des Biegemoments zu erhalten.
Die biegesteife Verbindung kann durch überlappende Stöße erfolgen, die dann üblicherweise über den Auflagerpunkten auf den Bindern liegen (wie auf dem Bild angedeutet).  Durch den doppelten Querschnitt über den Auflagerpunkten verkleinert man die Materialspannung an der Stelle des höchsten Biegemomentes und optimiert hierdurch die Querschnittsausnutzung des Trägers.
Diese Art Koppelträger kommt oft bei Dächern mit Trapezblech-Deckung als Pfettensparren zum Einsatz. Man spricht dann auch von Koppelpfetten.